# 巴西流·克利米斯·托通克爾
巴西流·克利米斯（1959年6月15日—）或加上其姓氏稱呼巴西流·克利米斯·托通克爾，是印度敘利亞-瑪蘭卡禮天主教特里凡得琅大總教區大總主教（亦即敘利亞-瑪蘭卡禮天主教會的領袖），2012年由教宗本篤十六世拔擢為樞機，領聖額我略七世堂區司鐸銜。他也是玛兰卡礼教会首位獲得樞機頭銜者。此外他也在聖座的東方教會部和宗座宗教協談理事會供職。2014年2月他被推舉為印度天主教主教團的主席。

## 早年生活
巴西流·克利米斯於1959年6月15日印度南部的喀拉拉邦帕塔南蒂塔縣的小村莊穆托爾（Mukkoor）出生，生名為依撒格·托通克爾。他的父母分別為馬爾谷（Mathew）及安那瑪（Annamma），托通克爾家族在喀拉拉邦是個傳統的敘利亞基督徒家族。 

## 神職及求學
他於1976年至1979年期間在蒂魯瓦爾拉總教區的小修院接受初期的神職訓練。1979年至1982年他在亞魯法的聖若瑟宗座學院攻讀哲學並獲得哲學學士學位。1983年至1986年在浦那的教宗學院攻讀並取得神學學士學位。1986年6月11日晉鐸後，他繼續在班加羅爾的大修院達哈馬拉姆學院（Dharmaram College）攻讀神學碩士；在這段期間他也管理班加羅爾的傳教事務，最後於1989年結業。爾後他在1997年取得了羅馬的聖多默·阿奎納宗座大學的普世神學博士學位。

## 晉牧
他自羅馬歸來後便擔任敘利亞-瑪蘭卡禮天主教巴泰里教區副主教。在此之前他也有參與教區小修院的管理職務以及聖多默主教座堂的本堂神父的經驗。教宗若望·保祿二世於2001年6月18日將他任命為敘利亞-瑪蘭卡禮天主教特里凡得琅教區輔理主教，領恰拉姆領銜教區主教銜 ，並於同年8月15日晉牧。他晉牧後依慣例取號為伊薩克·克利米斯 ，同時也擔任歐洲及北美洲的宗座視察員，管理瑪蘭卡禮天主教會在這兩個地區的傳教事務。他於2003年9月11日擔任蒂魯瓦爾拉教區主教，並隨著蒂魯瓦爾拉教區於2006年5月15日升格為總教區而升任總主教。

### 管理瑪蘭卡禮天主教會
西里爾·巴西流於2007年1月18日大總主教辭世， 同年2月8號敘利亞-瑪蘭卡禮天主教主教團推選了依撒格·克利米斯總主教接任敘利亞-瑪蘭卡禮天主教特里凡得琅大總教區大總主教及瑪蘭卡天主教領袖的位子，教宗本篤十六世於2月10日核准此推選結果。最後他於3月5日於聖瑪利亞主教座堂舉行了就職禮，並再度取號為巴西流·克利米斯。
教宗本篤十六世於2012年11月24日拔擢了包括巴西流·克利米斯在內的六人為樞機。巴西流·克利米斯樞機是瑪蘭卡禮天主教教會成員中首位獲得此身分者。 之後他也參加為了選出榮休教宗本篤十六世繼承人而於2013年舉行的選舉秘密會議，該次選舉秘密會議推選了教宗方濟各。

## 言論

### 教宗於2016年擢升樞機
對於教宗方濟各擢升樞機，托通克爾表示多個國家首次獲得樞機的委任，是對亞洲、這些國家及當中的天主教徒的認可。